# غوردون هاليداي
غوردون هاليداي (11 نوفمبر 1950 في المملكة المتحدة - ) (بالإنجليزية: Gordon Halliday)‏ هو لاعب كريكت بريطاني. شارك مع منتخب اسكتلندا الوطني للكريكت. أما مع النوادي، فقد لعب مع Northumberland County Cricket Club ‏.

## وصلات خارجية
- غوردون هاليداي على موقع إي آس بي آن كريك إنفو (الإنجليزية)